# Rivière Arnoux
Rivière Arnoux är ett vattendrag i Kanada.   Det ligger i provinsen Québec, i den sydöstra delen av landet, 400 km nordväst om huvudstaden Ottawa.
I omgivningarna runt Rivière Arnoux växer i huvudsak blandskog. Trakten runt Rivière Arnoux är nära nog obefolkad, med mindre än två invånare per kvadratkilometer.